# Overhanging Cliff
 (avril 2024).
Overhanging Cliff est un rempart montagneux situé dans le parc national de Yellowstone, dans le comté de Park au Wyoming aux États-Unis.

## Description
Overhanging Cliff (« falaise en surplomb » en français) est une falaise verticale de basalte qui surplombe la Grand Loop Road juste au nord de la Tower Fall sur la rive gauche du Grand Canyon de Yellowstone dans le Parc national de Yellowstone.
Elle a probablement été nommée par David E. Folsum, membre de l'expédition Cook-Folsom-Peterson, en 1869.
Cette falaise très abrupte a été formée par une coulée de lave d'au moins 60 m d'épaisseur datant du Pléistocène (2.16 ± 0.4 Ma) et constituée d'un basalte dénommé Junction Butte Basalt,.
Elle présente des colonnades basales bien développées d'environ 3 m de hauteur là où la coulée recouvre des graviers ainsi que du limon et du sable associés. L'épais entablement sus-jacent présente un réseau complexe de colonnes articulées grossièrement développées qui s'entrecroisent irrégulièrement et forment des blocs de quelques centimètres de large. Il y a d'abondants petits talus à la base des falaises. Le basalte de Junction Butte est généralement aphanitique avec des phénocristaux de labradorite peu abondants à modérément abondants et de l'olivine est abondante dans la masse souterraine.

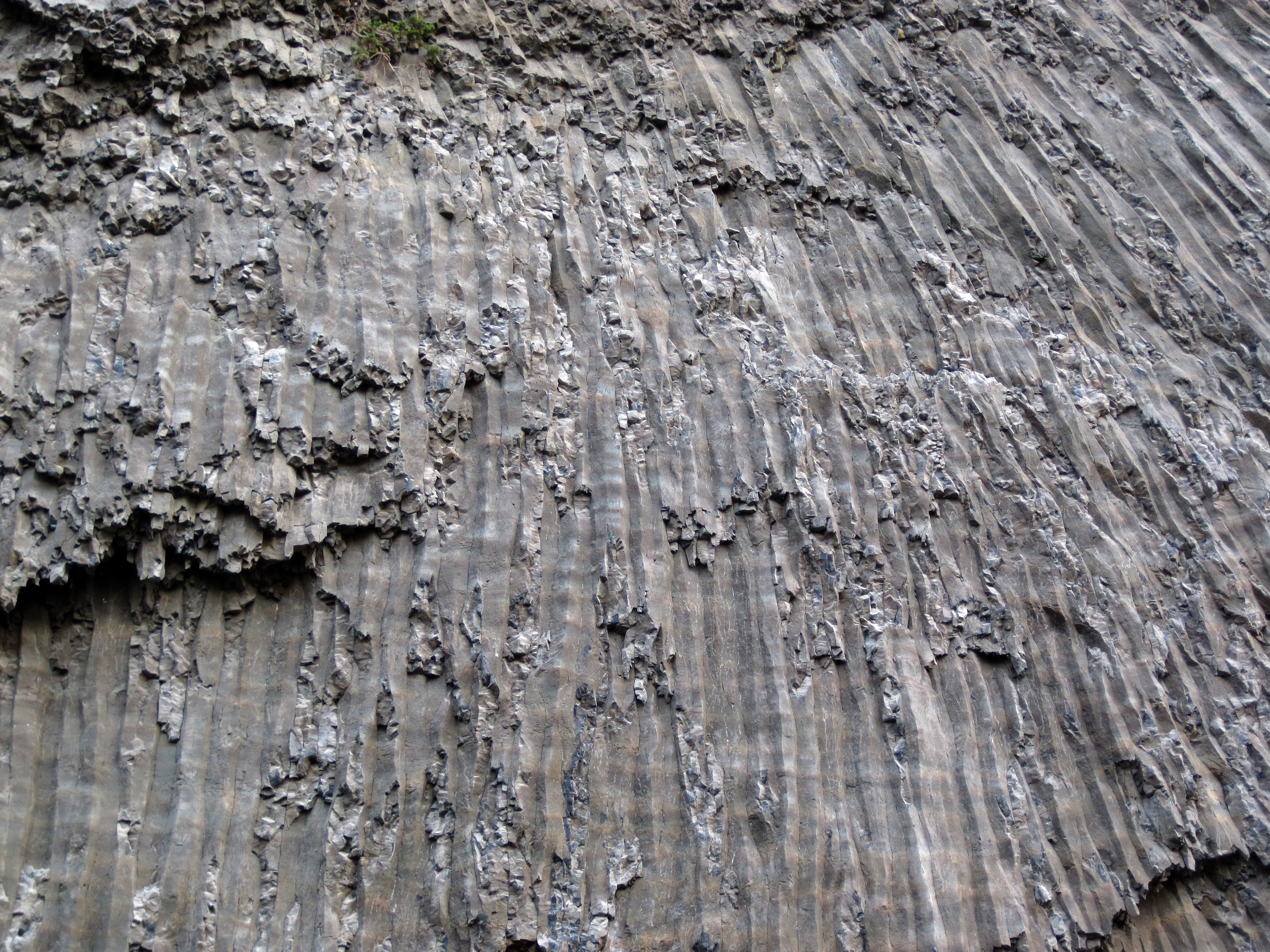
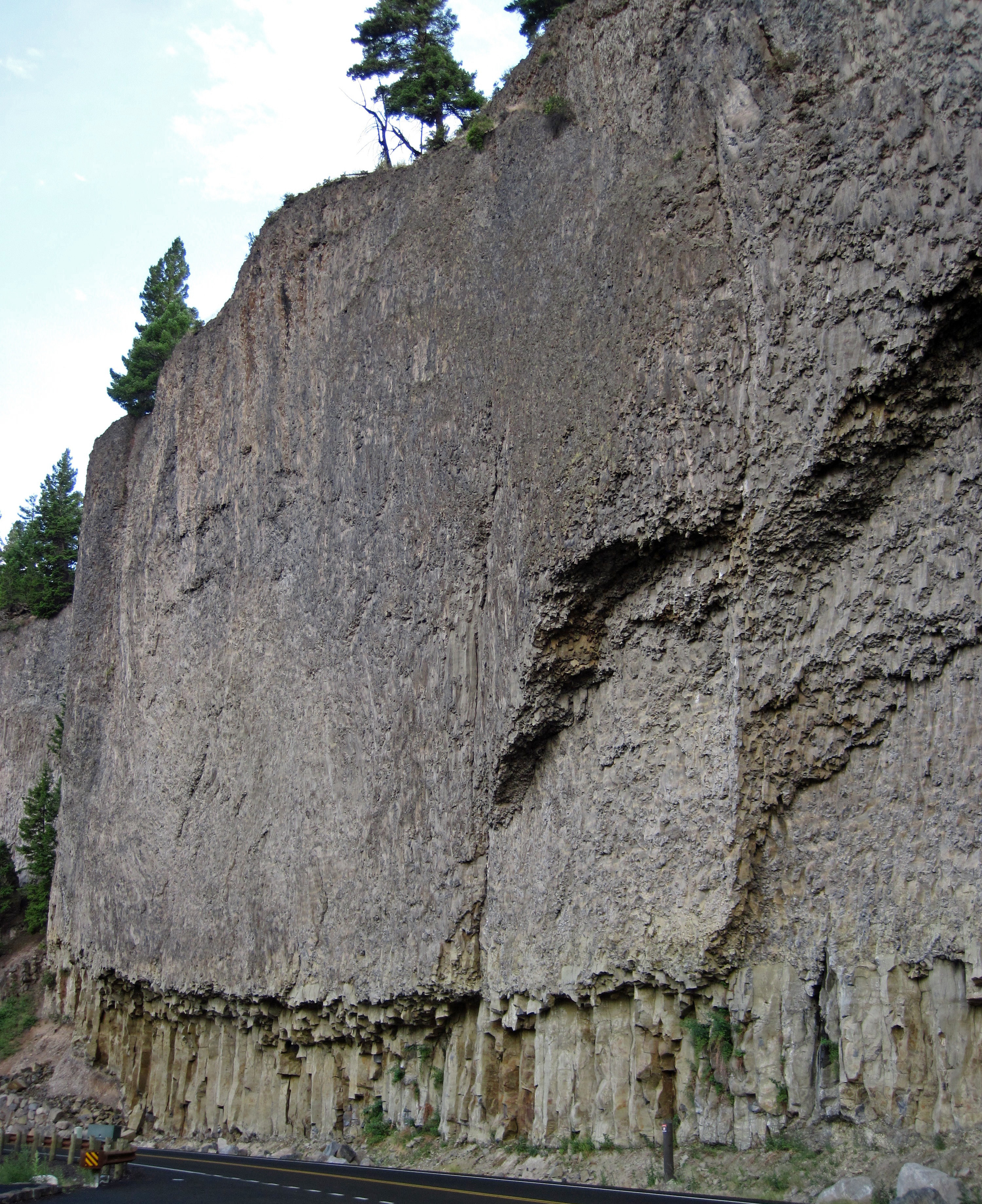
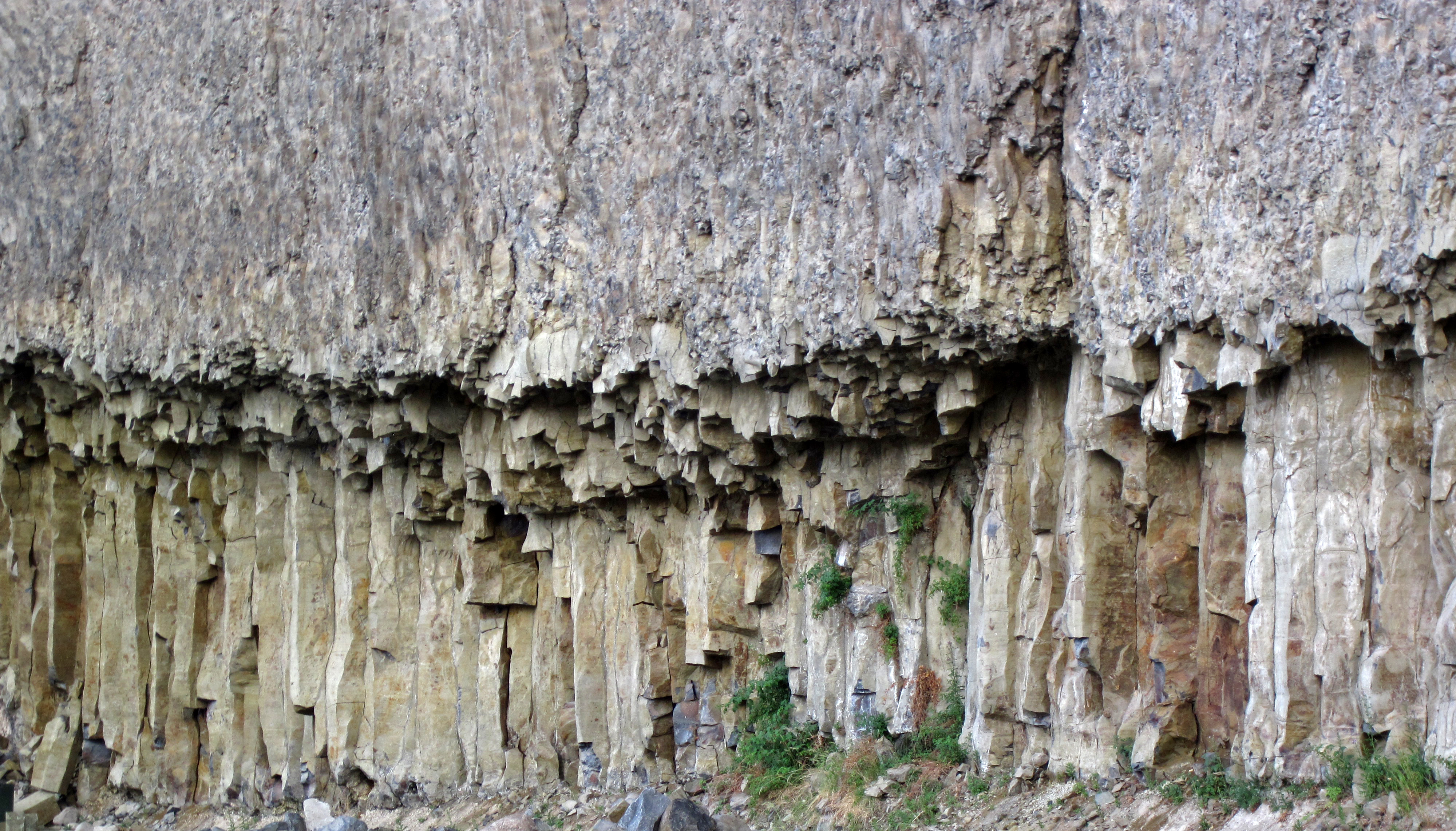
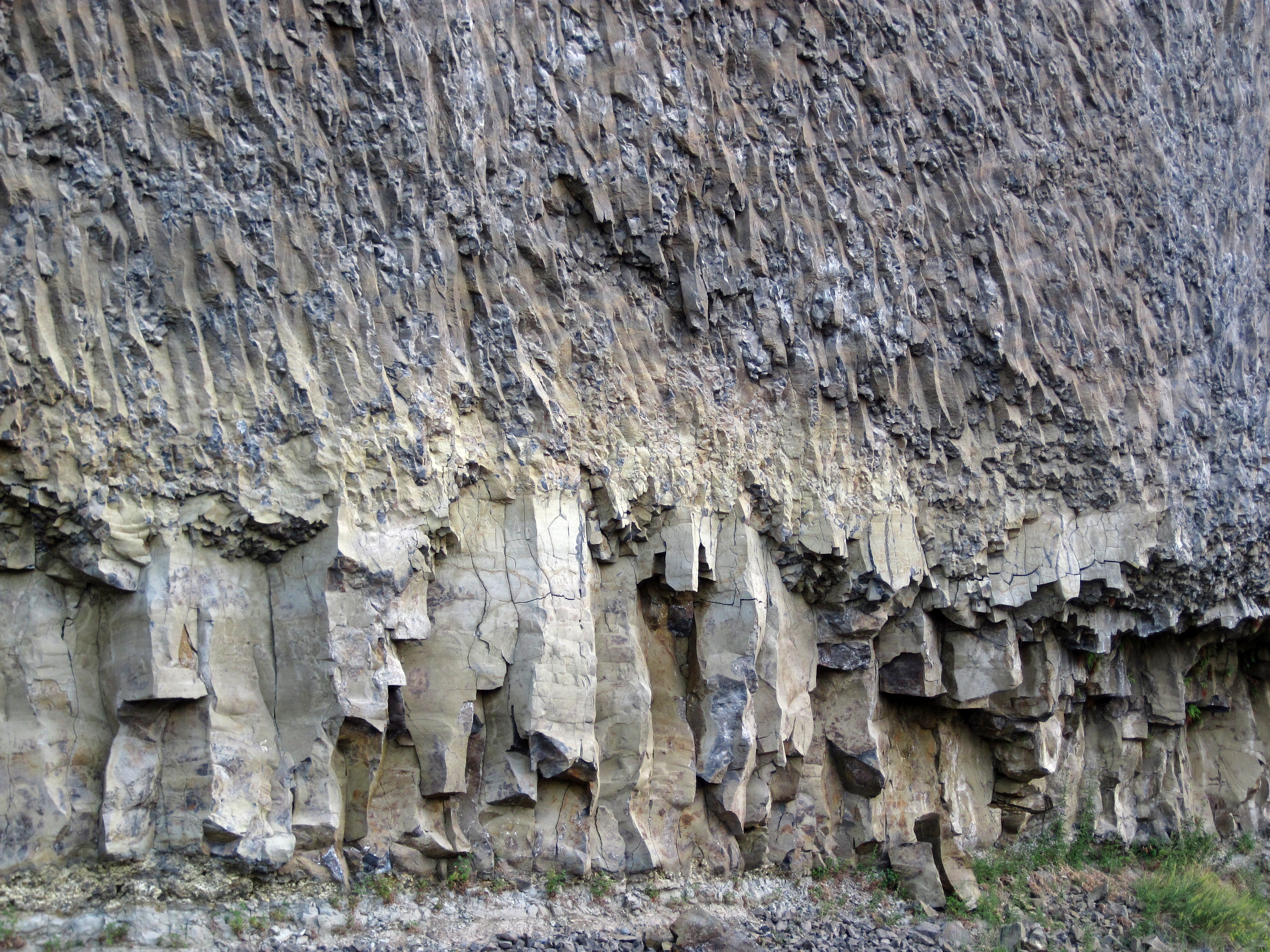

|   | SiO2  | Al2O3 | Fe2O3 | FeO   | MgO  | CaO  | Na2O | K2O  | TiO2 | P2O5 | MnO  |
| % | 51.55 | 15.33 | 1.57  | 10.48 | 5.13 | 9.19 | 2.79 | 1.14 | 2.27 | 0.35 | 0.19 |